# La Finca, Morelos, Mexiko
La Finca är en ort i kommunen Morelos i delstaten Mexiko i Mexiko. Samhället hade 240 invånare vid folkräkningen år 2020.